# VN-4
VN-4 ，绰号“犀牛”， 是一种多用途轻型装甲运兵车。

## 诞生
VN-4于2009年亮相，由中国北方工业集团公司 (NORINCO)旗下的重庆铁马工业公司在中国生产。

## 特征
VN-4是一种轻型装甲车，基於4×4輪式底盤，戰鬥重量9000kg，使用康明斯（Cummins Inc. ) EQB235-20六缸水冷直列渦輪增壓柴油發動機驅動，在2,500rpm時可產生235hp的輸出功率，在1,600rpm時可產生800Nm的扭矩，最高速度115公里/小时，續航里程可達700km，可以爬上 30° 的坡度並穿過 0.8 m 的溝渠。車體採用全焊接鋼裝甲板，具有独立悬架，可以提高越野地形的機動性，亦可以選擇配備中央輪胎充氣系統（CTIS），以進一步提高機動性。装甲是焊接封闭的，主要提供对小型武器火力和爆炸物碎片的保护。該車輛還可以配備核、生物和化學 (NBC) 保護設備。砲塔周圍的間隔裝甲板可以保護砲手免受威脅。
VN4裝甲車可搭載兩名車組人員和八名士兵。全封閉發動機艙位於車輛前部，中部為乘員艙，前部裝有兩片式擋風玻璃，防護金屬絲網格柵。車組人員可以通過裝有防彈窗的側門進出。載員艙位於車輛後部，兩側裝有兩個小方形防彈窗，下方有圓形發射口。後部有一扇大門，配有小窗戶和一個發射口，為乘員提供快速進出的道路。所有窗戶還可以配備金屬絲網格柵。乘員艙頂部艙口可用於部隊緊急撤離。裝甲車可搭載空調機組、夜視系統、通訊系統和全球定位系統等多種設備。
VN4可以根據任務要求配備多種武器。其裝有一個安裝在前頂部車體上的開頂小砲塔，可以配備一挺 12.7 毫米重機槍或 7.62×51 毫米 FN MAG通用機槍，可用於對抗非裝甲目標。在砲塔的兩側各安裝有三個煙霧彈發射器。
這輛車主要被裝甲步兵、警察、快速反應部隊和其他安全部隊部署在維和、反恐和執法任務中。

## 委内瑞拉危机期间
2014年初，委内瑞拉有191辆VN-4。   2014年，在2014年委内瑞拉抗议期间，委内瑞拉政府额外订购了300辆VN-4。 委内瑞拉危机期间，玻利瓦尔国民警卫队依赖 VN-4 对抗反对总统尼古拉斯·马杜罗政府的示威者。 随着2017年委内瑞拉抗议活动的示威活动愈演愈烈，马杜罗总统匆忙向北方工业公司订购了165辆VN-4，此举受到批评，因为这样减少了用于购买生活用品的资金。 

## 使用国
- 委內瑞拉：
  - 玻利瓦尔国民警卫队 
  - 玻利瓦尔国家警察
- ：肯尼亚警察-[8]

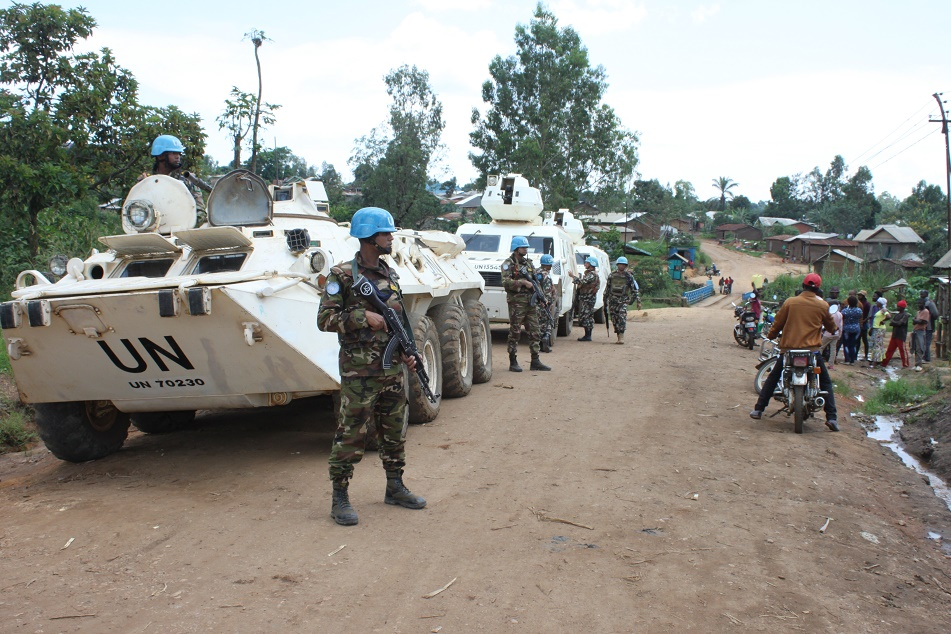
联刚稳定团尼泊尔特遣队的 VN-4，跟随孟加拉国的BTR-80 （前景）。

- 尼泊尔:尼泊尔军队- 63辆，为维和任务购买[9]